# نبرد آسای
نبرد آسای یا نبرد آسای ناواته (به ژاپنی: (浅井畷の戦い?, Asai nawate no tatakai) یکی از نبردهای وابسته به نبرد سکیگاهارا بود که در ۱۶۰۰ میلادی به وقوع پیوست.